# VfB Langenbielau
Der VfB Langenbielau war ein deutscher Sportverein der niederschlesischen Stadt Langenbielau, heute Bielawa.

## Geschichte
Der Verein wurde 1909 gegründet. Zum ersten Mal überregional in Erscheinung trat Langenbielau in der Saison 1927/1928, als der Verein in die Bezirksklasse Bergland Ost aufstieg. Die Bezirksklasse Bergland war eine von mehreren regionalen ersten Ligen des Südostdeutschen Fußball-Verbandes. In der darauf folgenden Saison 1928/29 erreichte Langenbielau Platz 2 und musste sich nur dem SV Preußen Glatz geschlagen geben. 1930/31 wurde der Verein erster in der Bezirksklasse Bergland Ost und durfte gegen den Sieger der Bezirksklasse Bergland West, dem Waldenburger SV 1909 um die Fußballmeisterschaft in Bergland spielen. Das Spiel ging zwar 0:4 verloren, dennoch qualifizierte sich auch Langenbielau als Vizemeister Bergland für die südostdeutsche Fußballendrunde. Bei dieser erreichte die Mannschaft in der schwächeren Staffel 2 Platz 4 von sechs Mannschaften, noch vor dem Waldenburger SV. In der kommenden Saison 1931/32 konnte wieder die Bezirksklasse Bergland Ost gewonnen werden. Diesmal setzte sich Langenbielau auch im Finale von Bergland gegen den Waldenburger SV mit jeweils 3:2 im Hin- und Rückspiel durch und wurde zum ersten Mal Fußballmeister von Bergland. Bei der anschließenden südostdeutschen Fußballendrunde wurde die Mannschaft jedoch abgeschlagen Letzter in der Staffel 2.
1933 wurde die Gauliga Schlesien als obere einheitliche Liga für Schlesien eingeführt. Vereine aus Bergland qualifizierten sich nicht für diese Gauliga. Durch den zweiten Platz in der Bezirksklasse Bergland 1932/33 qualifizierte sich Langenbielau aber für die zweitklassige Bezirksliga Mittelschlesien. Auf Druck der Nationalsozialisten fusionierte der VfB Langenbielau im selben Jahr mit dem SC Preußen Langenbielau zum VfB Preußen Langenbielau. Im Jahr 1936 qualifizierte sich der Verein für die 1. Hauptrunde des Tschammerpokals. Die Zweitklassigkeit konnte bis zur Saison 1942/43 gehalten werden, als sich Langenbielau während der Saison kriegsbedingt komplett zurückzog. Ob danach noch ein Spielbetrieb stattfand, ist nicht überliefert. Spätestens 1945 wurde der Verein aufgelöst.

## Erfolge
- 1 Fußballmeister von Bergland: 1932
- 2 Teilnahmen an der südostdeutschen Fußballendrunde: 1931, 1932
- 1 Teilnahme am Tschammerpokal: 1936